# Ají de papalisa
El ají de papalisa, sajta de papalisa o sajta de lisa, es un plato típico de Bolivia y Perú, donde se le conoce como ají de olluco o ají de lisas.

## Descripción

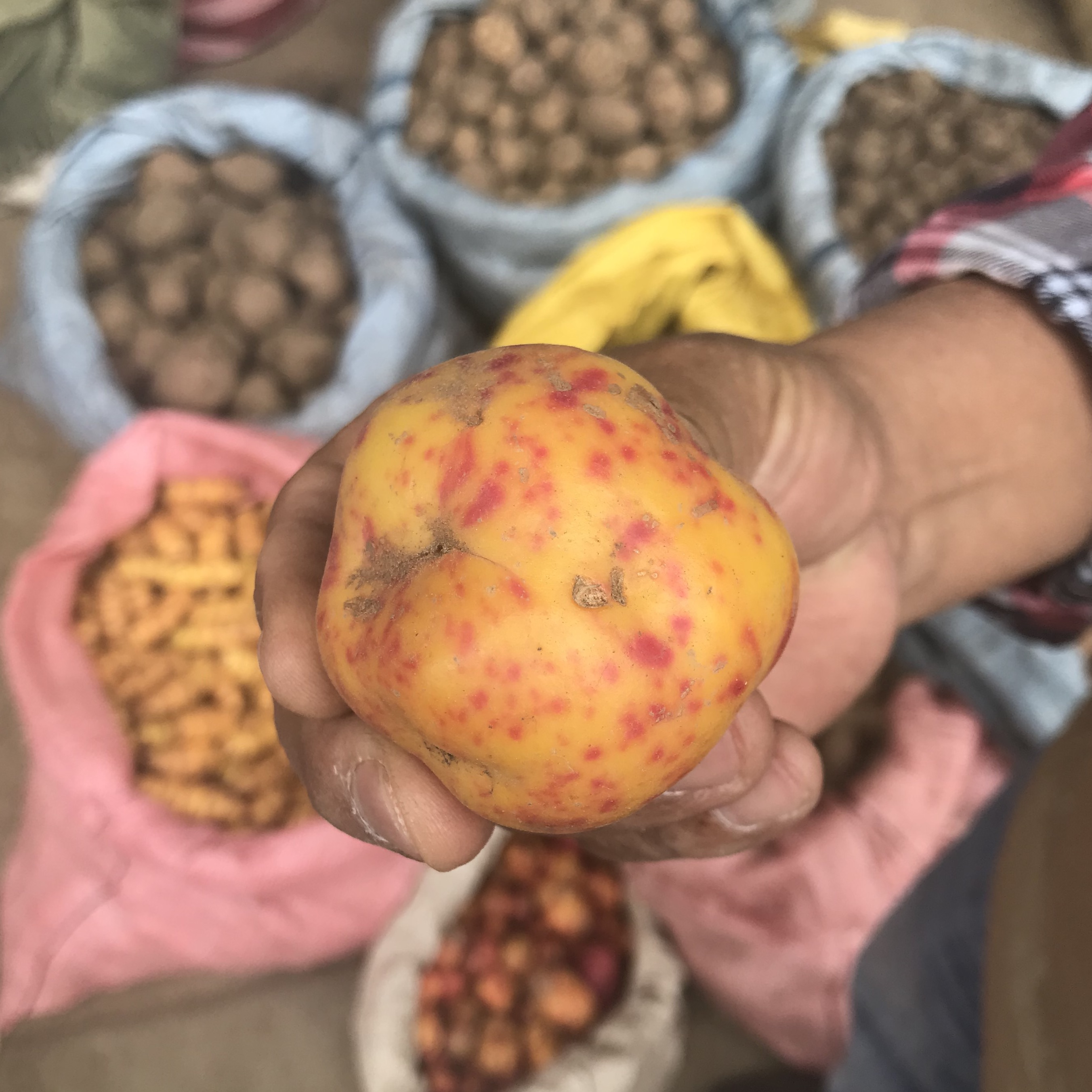
Papalisa, ingrediente principal del ají de papalisa.

El ingrediente principal del ají de papalisa es el tubérculo ullucus tuberosus, llamado papalisa localmente. Como en muchos platos de Bolivia se divide en el ají propiamente dicho, que consiste en un ahogado o rehogado de varios ingredientes, como carne picada, y el acompañamiento, usualmente arroz blanco.
En su variante sin carne suele incluirse como parte del menú tradicional de doce platos de Semana Santa siendo muy popular en las ciudades de La Paz y Cochabamba.

## Patrimonio en Bolivia
En 2016 se presentó a la Comisión de Naciones y Pueblos Indígena Originarios Campesinos, Culturas e Interculturalidad de la Asamblea Plurinacional una propuesta de ley para declarar la comida tradicional boliviana como Patrimonio Cultural Boliviano, la propuesta incluye entre varios platos, el ají de papalisa. Hasta 2018 la ley aun no había sido sancionada. Sin embargo, el Concejo Municipal de Potosí aprobó declarar al ají de papalisa como Patrimonio municipal en 2018, lo que ha llevado a la solicitud de declaración como Patrimonio departamental.